# Nina North
Nina North (Durham, Carolina del Norte; 5 de marzo de 1995) es una actriz pornográfica y modelo erótica estadounidense.

## Biografía
Nina North, nombre artístico, nació en marzo de 1995 en la localidad de Durham, capital del condado homónimo situado en Carolina del Norte, en una familia con ascendencia asiática (japonesa) y latina (salvadoreña). Tras terminar el instituto, comenzó una carrera de unos meses como modelo de cámara web.
A través de un conocido, se marchó a Los Ángeles a comienzos de 2015, donde emprendió una trayectoria inicial de modelo erótica en la temática de softcore. Debutó como actriz pornográfica en junio de ese año, grabando su primera escena para FTV Girls en Phoenix (Arizona). Ha trabajado para otras productoras como Naughty America, Mofos, Girlfriends Films, Filly Films, Digital Playground, Hard X, Vixen, Jules Jordan Video, Brazzers, Pure Taboo, Digital Sin, Exquisite o Reality Kings, entre otras.
En 2017 recibió su primera nominación en los Premios AVN en la categoría de Mejor escena de sexo lésbico en grupo, junto a Jenna Sativa y Aubrey Gold, por Pretty Little Bitches.
Un año más tarde recibió otra nominación en los AVN a la Mejor escena escandalosa de sexo por Indirect Relations. Así mismo obtuvo su primera candidatura en los Premios XBIZ a Mejor escena de sexo en realidad virtual por Model Misbehavior.
Ha rodado más de 290 películas como actriz.
Algunas películas suyas son Amateur POV Auditions 25, Club Filly, Exotic and Curvy 5, Her Special Day, Internal Love 2, Lubed, Mandingo Massacre 10, Nice Girls Swallow 4, Perfect Threesomes 2, Racks o Teen Swallow.

## Premios y nominaciones
| Año  | Ceremonia         | Resultado | Premio                                   | Trabajo               |
| ---- | ----------------- | --------- | ---------------------------------------- | --------------------- |
| 2016 | Premios AVN       | Nominada  | Premio fan: Debutante más caliente       | —                     |
| 2017 | Premios AVN       | Nominada  | Mejor escena de sexo lésbico en grupo    | Pretty Little Bitches |
| 2017 | Premios AVN       | Nominada  | Premio fan: Culo más épico               | —                     |
| 2018 | Premios AVN       | Nominada  | Mejor escena escandalosa de sexo         | Indirect Relations    |
| 2018 | Spank Bank Awards | Nominada  | Best Swallower                           | —                     |
| 2018 | Spank Bank Awards | Nominada  | Porn's 'It' Girl                         | —                     |
| 2018 | Spank Bank Awards | Nominada  | Pussy Phenomenon of the Year             | —                     |
| 2018 | Premios XBIZ      | Nominada  | Mejor escena de sexo en realidad virtual | Model Misbehavior     |
| 2019 | Premios AVN       | Nominada  | Mejor escena de sexo en grupo            | Future Darkly         |
| 2019 | Premios AVN       | Nominada  | Premio fan: Artista femenina favorita    | —                     |
| 2019 | Spank Bank Awards | Nominada  | Exotic Femme Fatale of the Year          | —                     |
| 2019 | Spank Bank Awards | Nominada  | POV Perfectionist of the Year            | —                     |